# Графства Ірландії
Графство (англ. county) — основна адміністративно-територіальна одиниця Ірландії — це стосується і Республіки Ірландія, і Північної Ірландії. Сьогодні на острові Ірландія нараховується 32 графства, 26 з них входять до складу Республіки Ірландії, 6 — до складу Північної Ірландії.

## Графства
| Мапа Ірландії з пронумерованими графствами. | Республіка Ірландія 1. Дублін 2. Віклоу 3. Вексфорд 4. Карлоу 5. Кілдер 6. Міт 7. Лаут 8. Монахан 9. Каван 10. Лонгфорд 11. Західний Міт 12. Оффалі 13. Леїш 14. Кілкенні 15. Вотерфорд 16. Корк | 1. Керрі 2. Лімерік 3. Тіпперері 4. Клер 5. Голвей 6. Мейо 7. Роскоммон 8. Слайго 9. Літрім 10. Донегол Північна Ірландія 1. Фермана 2. Тайрон 3. Лондондеррі 4. Антрім 5. Даун 6. Арма |